# Anillos de oro
Anillos de oro va ser una sèrie de televisió espanyola, de 13 episodis, dirigida per Pedro Masó i escrita per la guionista i actriu Ana Diosdado. La música de la sèrie va ser composta per Antón García Abril. La sèrie també es va arribar a emetre en alguns països d'Hispanoamèrica com Argentina, Nicaragua, etc.

## Context
La sèrie, estrenada a Televisió Espanyola el 7 d'octubre de 1983, es va escriure i va rodar poc després que a Espanya s'aprovés una reforma del Codi Civil per la qual s'introduïa en la legislació del país la figura del divorci. S'aborden també altres qüestions delicades en el moment com l'adulteri, l'homosexualitat o l'avortament.
Anillos de oro pretén ser un reflex d'aquesta realitat social de l'Espanya de la dècada d els vuitanta del segle xx, amb les seves contradiccions i les seves esperances.

## Argument
Lola és una advocada madura que decideix reprendre la seva carrera professional després d'uns anys apartada de l'exercici per a cuidar dels seus fills Sonia, Dani i Pepa. Per a això s'associa amb Ramón, un amic del seu marit Enrique, i s'especialitzen en causes matrimonials. Per a dur a terme la seva activitat, lloguen un pis en el centre de Madrid, propietat de l'anciana Donya Trini, després de la defunció de la germana d'aquesta que oposava resistència a permetre que en la seva propietat es tramitessin causes de divorci (si bé estava disposada a permetre, en un equívoc inicial, que Lola exercís la prostitució).
En successius episodis els clients desfilaran pel bufet. Ramón i Lola seran testimonis de situacions dramàtiques, a vegades rocambolesques, i vides destrossades. Després d'un temps junts, Ramón decideix instal·lar-se durant una etapa en Nova York després de morir Enrique.

## Repartiment
- Ana Diosdado….......Lola
- Imanol Arias….......Ramón
- Aurora Redondo….....Donya Trini
- Xabier Elorriaga…...Enrique
- Nina Ferrer…........Sonia
- Antonio Vico….......Dani
- Pep Munné…..........Carlos
- Helena Carbajosa......Pepa

## Premios i candidatures
TP d'Or 1983
| Categoria             | Persona               | Resultat   |
| --------------------- | --------------------- | ---------- |
| Millor sèrie nacional | Millor sèrie nacional | Guanyadora |
| Millor actor          | Imanol Arias          | Guanyador  |
| Millor actriu         | Ana Diosdado          | Guanyadora |

Fotogramas de Plata 1983
| Categoria                     | Persona                              | Resultat                      |
| ----------------------------- | ------------------------------------ | ----------------------------- |
| Millor intèrpret de televisió | Imanol Arias Ana Diosdado Ana Marzoa | Candidat Guanyadora Candidata |

## Episodis
- Cuestión de principios
  - Amelia de la Torre
  - Josefina de la Torre
  - Mery Leyva
  - Elisenda Ribas
  - Luisa Sala
  - Jesús Guzmán

- Una pareja
  - Ana Obregón
  - Paula Sebastián
  - Luis Suárez

- A corazón abierto
  - Héctor Alterio
  - Francisco Cecilio
  - Fernando Delgado
  - Paula Martel
  - Ana Torrent
  - María Vico

- Una hermosa fachada
  - Juan Luis Galiardo
  - María Kosty
  - Carmen Martínez Sierra
  - Mónica Randall
  - Susi Sánchez

- Tiempo feliz de caramelo
  - Carmen Elías
  - Emma Ozores
  - José María Rodero

- El país de las maravillas
  - Luis Barbero
  - Luis Escobar
  - María Isbert
  - Ana Marzoa
  - José María Pou
  - Miguel Rellán
  - Manuel Tejada

- A pescar y a ver al duque
  - Mercedes Borqué
  - Queta Claver
  - Margot Cottens
  - Rosalía Dans
  - Tony Isbert
  - Juan Carlos Naya
  - Diana Salcedo

- Cuando se dan mal las cartas
  - José Bódalo
  - Carla Duval
  - Jesús Enguita
  - María Luisa Ponte

- Retrato en sepia
  - José María Caffarel
  - Alejandra Grepi
  - Lola Lemos
  - Isabel Luque
  - Paco Valladares

- Sorprendente y mágico
  - Eduardo MacGregor
  - Adriana Vega

- Todo un caballero
  - María Asquerino
  - Eduardo Calvo
  - Alberto Closas
  - Conchita Goyanes
  - Amparo Larrañaga
  - Mari Carmen Prendes
  - Elvira Quintillá

- Dejad que vuelen los pájaros
  - Ángel Alcázar
  - Claudia Gravy

- ¿Por qué has tenido que hacerme esto?
  - Agustín González
  - Isabel Mestres